# Let Me Be Your Star
Let Me Be Your Star je původní píseň představená v první epizodě televizního seriálu Smash s názvem Pilot. Složili ji Marc Shaiman a Scott Wittman, ale v prostředí seriálu ji napsalo skladatelské duo Tom Levitt (Christian Borle) a Julia Houston (Debra Messing) pro muzikál o Marilyn Monroe s názvem Bombshell. Píseň zároveň slouží i jako titulní píseň celého seriálu.

## Použití v seriálu
V první epizodě píseň zpívají postavy Karen Cartwright (Katharine McPhee) a Ivy Lynn (Megan Hilty), když se připravují a poté i ucházejí o roli Marylin pře celým produkčním týmem.
Píseň se od té doby v seriálu mnohokrát opakovala, a to jako sólová píseň nebo i jako duet. V první sérii ji opět zpívaly Karen a Ivy ve druhé epizodě „The Callback" a „The Workshop", Ivy ji zpívala v šesté epizodě „Chemistry" a Rebecca Duvall (Uma Thurman) ji zpívala v jedenácté a čtrnácté epizodě, s názvy „The Movie Star" a „Previews". Ve druhé sérii ji opakovala Karen a několik tanečnic v první epizodě „On Broadway" a Ivy v osmé epizodě „The Bells and Whistles" a v jedenácté epizodě „The Dress Rehearsal".

## Vydání
Píseň byla původně vydána jako singl na iTunes a Amazonu. V současné době je dostupná i na albech seriálu, The Music of Smash a Bombshell (na druhém zmiňovaném je obsažena verze s prodlouženou předehrou, která v seriálu nezazněla), s vokály od McPhee a Hilty z pilotní epizody.
Píseň ke dni 13. dubna 2012 prodala přes 48 000 digitálních kopií.

## Ocenění
Dne 19. července 2012 byla píseň nominována na cenu Emmy pro nejlepší původní hudbu a text. V prosinci 2012 byla také nominována na cenu Grammy za nejlepší píseň napsanou pro vizuální médium. Píseň nevyhrála ani v jedné z kategorií.

## Další výskyt písně
Megan Hilty zpívala píseň na silvestrovský večer na NBC's New Year's Eve with Carson Daly dne 31. prosince 2011.

## Datum vydání
| Oblast                 | Datum          | Formát                       | Vydavatelství    |
| ---------------------- | -------------- | ---------------------------- | ---------------- |
| Spojené státy americké | 16. ledna 2012 | ke stažení - digitální singl | Columbia Records |
| Spojené státy americké | 6. února 2012  | ke stažení - digitální singl | Columbia Records |
| Spojené státy americké | 1. května 2012 | ke stažení - digitální album | Columbia Records |